# Collège de Danemark
 (août 2007).
Si vous disposez d'ouvrages ou d'articles de référence ou si vous connaissez des sites web de qualité traitant du thème abordé ici, merci de compléter l'article en donnant les références utiles à sa vérifiabilité et en les liant à la section « Notes et références ».
Le Collège de Danemark, ou des Danois, ou de Dace, faisait partie des collèges étrangers de l'ancienne université de Paris.
Il fut fondé en 1147 rue de la Montagne-Sainte-Geneviève et fut transféré en 1380 dans un autre bâtiment de la même rue lors de l’agrandissement du couvent des Carmes de la place Maubert. Par un échange fait en 1430 entre les écoliers du collège de Laon et ceux du collège de Danemark, ce dernier fut installé rue Galande. Selon Jacques-Antoine Dulaure, c’est le premier collège, créé à Paris,  destiné au logement, à la nourriture et à l’enseignement des étudiants .